# Wieżowiec BMW
Wieżowiec BMW (niem. BMW-Hochhaus, także: BMW-Vierzylinder, BMW-Turm) – wieżowiec o konstrukcji trzonolinowca położony przy Petuelring w Monachium, w kraju związkowym Bawaria w Niemczech. Jest głównym budynkiem administracyjnym i zarazem symbolem producenta pojazdów, firmy BMW.

## Historia
Budynek budowany w latach 1968–1973, ukończony został na Letnie Igrzyska Olimpijskie w 1972. Jednakże trwały jeszcze prace wykończeniowe wewnątrz wieżowca. Oficjalnie oddany do użytku został 18 maja 1973. Zlokalizowany jest w pobliżu monachijskiego parku olimpijskiego i jest jednym z najciekawszych przykładów nowoczesnej architektury w Monachium. Projektantem był austriacki architekt Karl Schwanzer (1918–1975). Za konstrukcję budowli odpowiedzialny był inżynier budowlany Helmut Bomhard z firmy Dyckerhoff & Widmann AG.
Wieżowiec BMW ma 101 m wysokości i bryła budynku naśladuje kształt czterech cylindrów silnika samochodowego. Składa się z czterech pionowych cylindrów rozmieszczonych obok siebie na planie krzyża, przy czym każdy cylinder podzielony jest w poziomie, poprzez cofnięcie fasady w jej środkowej części. Na uwagę zasługuje statyka budynku, ponieważ cylindry te nie spoczywają bezpośrednio na ziemi, lecz zawieszone są na charakterystycznych ramionach wsporników, które wystają z czterech żelbetowych rur tworzących rdzeń budynku, które wykorzystano do zamontowania w nich szybów wind i klatek schodowych. Poszczególne piętra były budowane na poziomie gruntu, łącznie z elewacją i przeszkleniem, a następnie podciągane, tak aby można było wykonać prace wykończeniowe wewnątrz i jednocześnie konstruować na ziemi następne piętro. Pozwoliło to zaoszczędzić budowę ogromnego rusztowania i zaoszczędziło sporo czasu podczas budowy. Budynek ma średnicę 52,30 metrów i posiada łącznie 22 piętra, w tym dwie kondygnacje piwniczne i 18 pięter przeznaczonych na biura. Wieżowiec BMW był po zakończeniu budowy najwyższym biurowcem w Monachium, ale kilka lat później, w 1981 roku, przewyższył go 114 metrowy wieżowiec Hypo-Haus. Obecnie jest on 5. najwyższym wieżowcem w Monachium i 66. na terenie Niemiec. Budynek od 1999 podlega ochronie, jako budynek zabytkowy. Został odnowiony w latach 2004–2006.
Tuż obok wieżowca znajduje się budynek „muzeum BMW”, zaprojektowany również przez architekta Karla Schwanzera. Po przeciwnej stronie ulokowany jest obiekt: „BMW Welt” (Świat BMW), który otwarto 17 października 2007 i w którym prezentowane są aktualne modele samochodów BMW, a zarazem służy, m.in. jako centrum dystrybucji nowych samochodów BMW.

## Galeria

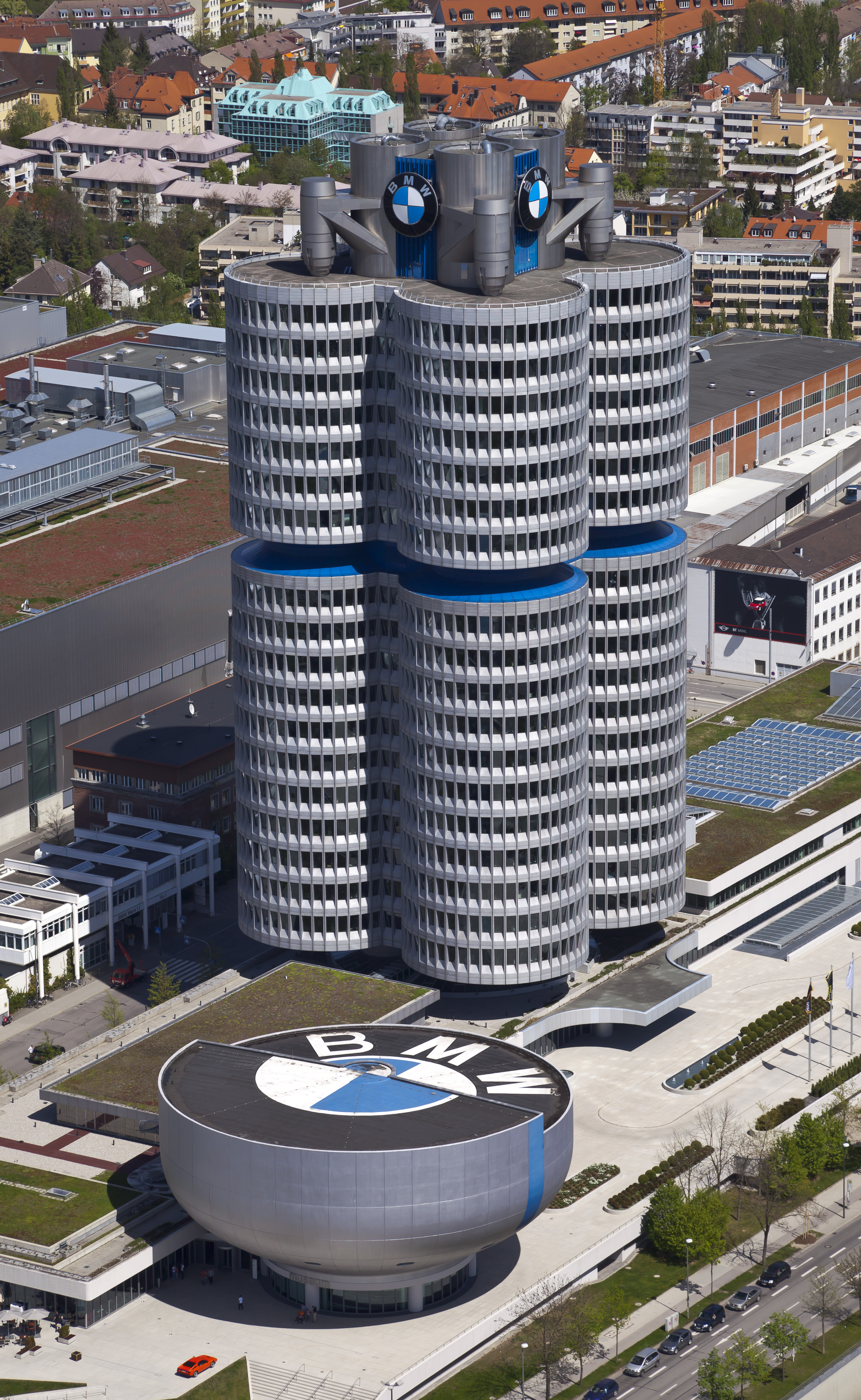
Wieżowiec wraz z budynkiem muzeum
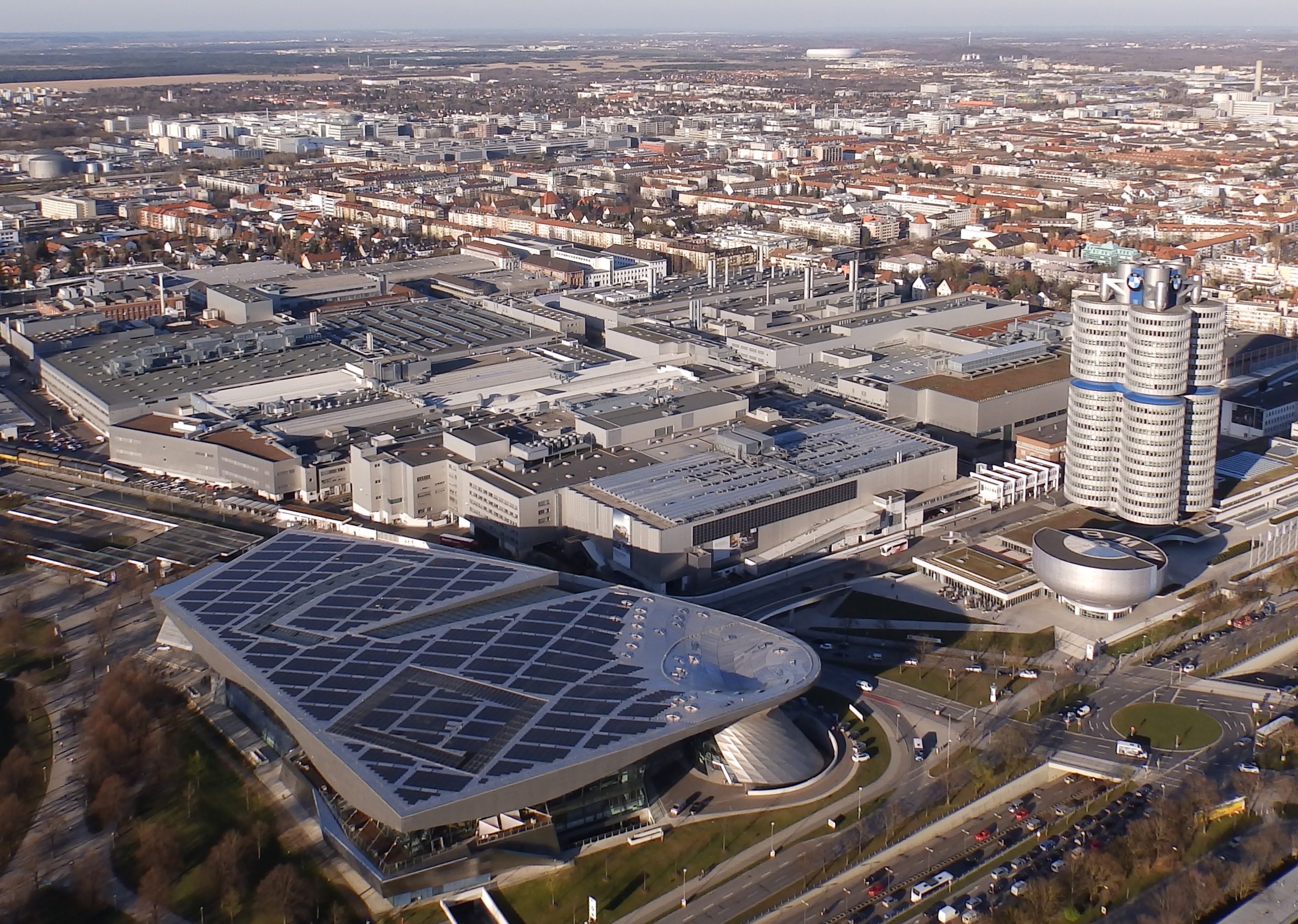
Widok całego kompleksu